# Ferdinand Münz
Ferdinand Münz (Cracovia, 23 giugno 1888 – Glashütten, 16 agosto 1969) è stato un chimico austriaco.

## Scoperta dell'EDTA
È noto per aver sintetizzato per la prima volta nel 1935 l'acido etilendiamminotetraacetico (conosciuto anche con l'acronimo EDTA) mentre lavorava per la IG Farben con l'obiettivo di produrre un sostituto dell'acido citrico, in modo da ridurre la dipendenza del governo tedesco dalle importazioni di prodotti chimici dall'estero.
L'acido citrico veniva utilizzato nell'industria tessile per addolcire l'acqua e impedire alle impurezze metalliche presenti (principalmente calcio, magnesio e ferro) di formare complessi insolubili con il colorante la cui presenza avrebbe comportato una disomogeneità nella colorazione del tessuto.
Münz notò che un acido amminocarbossilico funzionava molto meglio come agente chelante rispetto all'acido citrico e ipotizzò, quindi, che un acido poliamminopolicarbossilico avrebbe funzionato in modo ancora migliore.
Il prodotto è stato preparato attraverso una reazione condotta a caldo in soluzione acquosa tra l'etilendiammina e il sale sodico dell'acido monocloroacetico, così come riportato nel brevetto statunitense risalente al 1938 concesso in seguito a due richieste presentate nel 1936 e nel 1937. Parallelamente al lavoro portato avanti da Münz, un chimico statunitense di nome Frederick C. Bersworth scopre che l'EDTA può essere sintetizzato con rese più elevate facendo reagire un'ammina con formaldeide e acido cianidrico.